# Opłata skarbowa

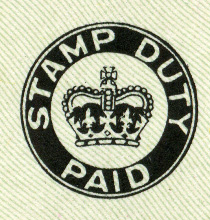
Brytyjski znaczek z 1956 roku oznaczający zapłacenie opłaty skarbowej

Opłata skarbowa, zwana także opłatą stemplową – forma ekwiwalentu za czynności organów administracji publicznej, podejmowane w indywidualnych sprawach. Czynności te obejmują dokonanie czynności urzędowych, wydanie zaświadczeń, zezwoleń oraz niektórych dokumentów.

## Obowiązek zapłaty opłaty skarbowej
Obowiązek zapłaty opłaty skarbowej powstaje z chwilą:
- dokonania zgłoszenia lub złożenia wniosku o dokonanie czynności urzędowej,
- złożenia wniosku o wydanie zaświadczenia lub zezwolenia,
- z chwilą złożenia dokumentu w organie administracji publicznej, sądzie lub organie wykonującym zadania z zakresu administracji publicznej niebędącym organem administracji rządowej ani samorządowej,
- w przypadku użycia w innej sprawie zaświadczenia wydanego w związku ze sprawą, w której nie podlegało ono opłacie skarbowej.

## Sposoby zapłaty
Opłata skarbowa może być uiszczana w różny sposób. W szczególności należy wskazać sposób zapłaty:
- poprzez wniesienie podania na papierze stemplowym,
- poprzez opatrzenie podania znakami opłaty skarbowej,
- gotówką w kasie urzędu,
- bezgotówkowo przelewem na konto właściwego urzędu.

## Dokumentacja potwierdzająca uiszczenie opłaty
Po dokonaniu opłaty w kasie właściwego urzędu wydawane jest potwierdzenie wpłaty, zawierające datę zapłaty, informację na temat czynności, za którą opłata została uiszczona, kwotę, numer pokwitowania, pieczęć Urzędu Skarbowego oraz podpis urzędnika przyjmującego zapłatę. W przypadku opłaty uregulowanej za pomocą przelewu bankowego dokumentem potwierdzenia jest wyciąg bankowy.

## Zwrot opłaty skarbowej
Jeżeli czynność urzędowa, za którą podatnik uiścił opłatę, nie została zrealizowana, ma prawo do zwrotu dokonanej zapłaty. Aby ubiegać się o zwrot wpłaty za czynności, które nie zostały wykonane, podatnik składa wniosek do odpowiedniego organu podatkowego za pośrednictwem urzędnika w kasie danego Urzędu Skarbowego, przelewem bankowym na rachunek wnioskodawcy bądź przekazem pocztowym.
Gdy podatnik ujął daną opłatę skarbową w kosztach podatkowych, po otrzymaniu zwrotu wpłaty ma obowiązek wyksięgowania kwoty z kosztów.

## Opłata skarbowa w Polsce
W Polsce, zgodnie z obowiązującą ustawą, opłatę skarbową wnosi się:
- w sprawach indywidualnych z zakresu administracji publicznej:
  - dokonanie czynności urzędowej na podstawie zgłoszenia lub na wniosek zainteresowanej strony,
  - wydanie zaświadczenia na wniosek zainteresowanej strony,
  - wydanie zezwolenia (pozwolenia, koncesji),
  - złożenie dokumentu stwierdzającego udzielenie pełnomocnictwa lub prokury albo jego odpisu, wypisu lub kopii – w sprawie z zakresu administracji publicznej lub w postępowaniu sądowym.
- w sprawach urzędowych:
  - za dokonanie czynności urzędowej, wydanie zaświadczenia oraz zezwolenia (pozwolenia) przez podmiot inny niż organ administracji rządowej i samorządowej, w związku z wykonywaniem zadań z zakresu administracji publicznej,
  - za złożenie w takim podmiocie dokumentu stwierdzającego udzielenie pełnomocnictwa lub prokury albo jego odpisu, wypisu lub kopii.

Znaczki skarbowe jako sposób wnoszenia opłaty skarbowej w Polsce wycofane zostały z końcem 2006 roku na podstawie nowej ustawy o opłacie skarbowej z dnia 16 listopada 2006 r. W chwili obecnej na podstawie ustawy o zmianie ustawy o opłacie skarbowej z dnia 13 czerwca 2007 r. można ponownie korzystać ze znaków opłaty skarbowej (znaczków skarbowych) – od dnia 26 lipca 2007 r. do dnia 31 grudnia 2008 roku (uregulowania zmieniono decyzją Rady Ministrów z dnia 03.04.2007 r. Rada Ministrów przyjęła projekt ustawy o zmianie ustawy o opłacie skarbowej, przedłożony przez ministra finansów. Rządowa propozycja miała umożliwiać podatnikom wykorzystanie do końca 2007 r. posiadanych znaczków skarbowych, kupionych w ciągu ostatnich 12 lat, jednak w Sejmie w formie poprawki sejmowej przedłużono ten okres do 31.12.2008 roku).
Obecnie opłatę skarbową wnosi się:
- w kasie właściwego organu podatkowego,
- na rachunek właściwego organu podatkowego,
- w formie inkasa, w przypadku gdy rada gminy zarządzi pobór opłaty skarbowej w ten sposób i wyznaczy inkasentów.

Opłatę skarbową wpłaca się z chwilą powstania obowiązku jej zapłaty.
Organem podatkowym właściwym w sprawach opłaty skarbowej jest wójt, burmistrz lub prezydent miasta:
- właściwy ze względu na siedzibę organu lub podmiotu, który dokonał czynności urzędowej, wydał zaświadczenie lub zezwolenie,
- właściwy ze względu na miejsce złożenia dokumentu stwierdzającego udzielenie pełnomocnictwa lub prokury oraz jego odpisu, wypisu lub kopii.

## Historia opłaty stemplowej
- Ustawa stemplowa z 22 marca 1765 roku, według której wszystkie dokumenty cywilne, poczynając od weksli, a kończąc na certyfikatach ślubnych, podlegać miały stemplowi na rzecz centralnego rządu. Została wydana przez parlament angielski dla 13 kolonii. Był to podatek pośredni. Amerykanie uważali, że jest to bezprawne nakładanie podatków przez londyński parlament, ponieważ nie mieli tam swoich przedstawicieli. W Bostonie wybuchły rozruchy uliczne. Amerykanie wtargnęli do sądu i zniszczyli akta konfiskat przemycanych towarów. W tym samym roku jesienią został zwołany kongres wszechamerykański do Nowego Jorku. Wydana przez niego „Deklaracja praw i krzywd” miała na celu uszczuplenie swobód kolonialnych. Jednocześnie kupcy z miast portowych odmówili sprowadzania oraz kupowania towarów angielskich, a także zaprzestali spłacania zobowiązań w stosunku do kupców z Anglii. W związku z tym kupcy londyńscy poprosili parlament o zniesienie ustawy o stemplach. Izba Gmin poprosiła na rzeczoznawcę Benjamina Franklina. Bronił praw kolonii amerykańskich do całkowitego samorządu w sprawach wewnętrznych, zaznaczając, iż w Ameryce nikt nie myśli o niepodległości. Wywody Franklina były wystarczające dla parlamentu angielskiego, który 18 marca 1766 roku odwołał ustawę stemplową.
- Sejm w 1775 roku wprowadził w Polsce papier stemplowy.